# Waldemar Presia
Waldemar Presia (ur. 2 października 1959 w Łodzi, zm. 27 grudnia 2016, tamże) – polski aktor-lalkarz związany z Teatrem Lalek Arlekin w Łodzi.

## Życiorys
Waldemar Presia karierę aktorską rozpoczął w teatrze lalek „Fraszka” w Warszawie w 1979. Od 1983 grał w Teatrze Lalek „Arlekin” w Łodzi, debiutując w spektaklu „Lodowiska” wyreżyserowanym przez Wojciecha Wieczorkiewicza. Wystąpił w przedstawieniach takich jak, m.in.: „Krawiec Niteczka”, „Nowe szaty króla”, „Trzej muszkieterowie” i „Królewna Śnieżka”, Tymoteusz wśród ptaków”, „Tajemnica Wesołego Miasteczka”, „Mała Syrenka” i „Czerwony Kapturek”, „Piotruś Pan” (jako Kapitan Hak) czy w „Mistrz i Małgorzata” (jako Azazel). Łącznie zagrał w ponad 180 rolach, w tym ponad 100 premierach.
W latach 1992–2010 prowadził prywatny, założony przez siebie i koleżankę, teatr „Antrakt”, specjalizujący się w przedstawieniach edukacyjnych dla domów dziecka i przedszkoli. Spektakl prezentowany w ramach tego teatru pt. „Bajki ciotki Chichotki” zdobył główną nagrodę na Międzynarodowym Festiwalu Teatralnym Walizka w Łomży w 1992. Był pomysłodawcą i jednym z organizatorów Festiwalu Teatrów Przedszkolnych im. Henryka Ryla organizowanym corocznie w Bałuckim Ośrodku Kultury w Łodzi. W 2004 został redaktorem kwartalnika „Mały Miłośnik Teatru”. Od 2004 roku redagował kwartalnik dla nauczycieli przedszkoli i szkół podstawowych oraz bibliotekarzy pracujących z dziećmi pt. „Mały Miłośnik Teatru”. W 2011 założył teatr „Autograf”, w którym obok przedstawień prowadził warsztaty dla nauczycieli.
Był stałym uczestnikiem akcji „Cała Polska czyta dzieciom”. W pracy zawodowej współpracował m.in. z Massimo Schusterem, Albrechtem Roserem, Davidem Syrotiakiem, Wojciechem Wieczorkiewiczem, Anną Proszkowską, Stanisławem Ochmańskim.
Waldemar Presia został pochowany 9 stycznia 2017 na cmentarzu komunalnym przy ul. Szczecińskiej w Łodzi.
W 2018 imieniem Waldemara Presi nazwano skwer u biegu ul. Gdańskiej i ul. Andrzeja Struga w Łodzi.

## Wybrane role
- „Lodowiska”,
- „Krawiec Niteczka”[2][3],
- „Nowe szaty króla” (jako Herold I i Minister II),
- „Trzej muszkieterowie”,
- „Królewna Śnieżka” (jako Łowczy i Krasnoludek),
- Tymoteusz wśród ptaków” (jako Lis),
- „Tajemnica Wesołego Miasteczka” (jako Profesor Burasi),
- „Mała Syrenka” (jako Król Fryderyk),
- „Czerwony Kapturek” (jako Gajowy),
- „Piotruś Pan” (jako Kapitan Hak),
- „Mistrz i Małgorzata” (jako Azazello, Michał Aleksandrowicz Berlioz (Misza), Pielęgniarz kliniki psychiatrycznej, Arkadiusz Apołłonowicz Siemplejarow),
- „Opera za trzy grosze (jako Dziwka Vixen i Gangster Robert),
- „Przygody Misia Rymcimci” (jako Lis)[1].

## Nagrody i odznaczenia
- Nagroda Prezydenta Miasta Łodzi (1998),
- odznaka „Za zasługi dla miasta Łodzi” (1999),
- Medal „Serce Dziecku” (2001; 2010),
- Medal Stowarzyszenia Bibliotekarzy Polskich „W dowód uznania” (2002),
- Nagroda w konkursie „Bliżej teatru” (2000; 2002),
- Odznaka „Zasłużony Działacz Kultury” (2004),
- Łódzki Filantrop Roku (2005),
- Odznaka honorowa „Zasłużony dla Kultury Polskiej” (2007),
- Brązowy Medal „Zasłużony Kulturze Gloria Artis” (2008),
- Medal 100-lecia Towarzystwa Kultury Teatralnej za zasługi dla teatrów Łodzi (2008),
- Nagroda „Człowiek Anioł” przyznawana przez Związek Nauczycielstwa Polskiego (2010),
- Srebrny Medal za Długoletnią Służbę (2010),
- Medal Komisji Edukacji Narodowej (2013),
- Srebrny Medal „Zasłużony Kulturze Gloria Artis” (2014)[6].